# Wierchnij Kurp
Wierchnij Kurp (ros. Верхний Курп) – wieś w Rosji, w Kabardo-Bałkarii, w rejonie tierskim. W 2021 liczyła 1497 mieszkańców.